# Eduard Sacher

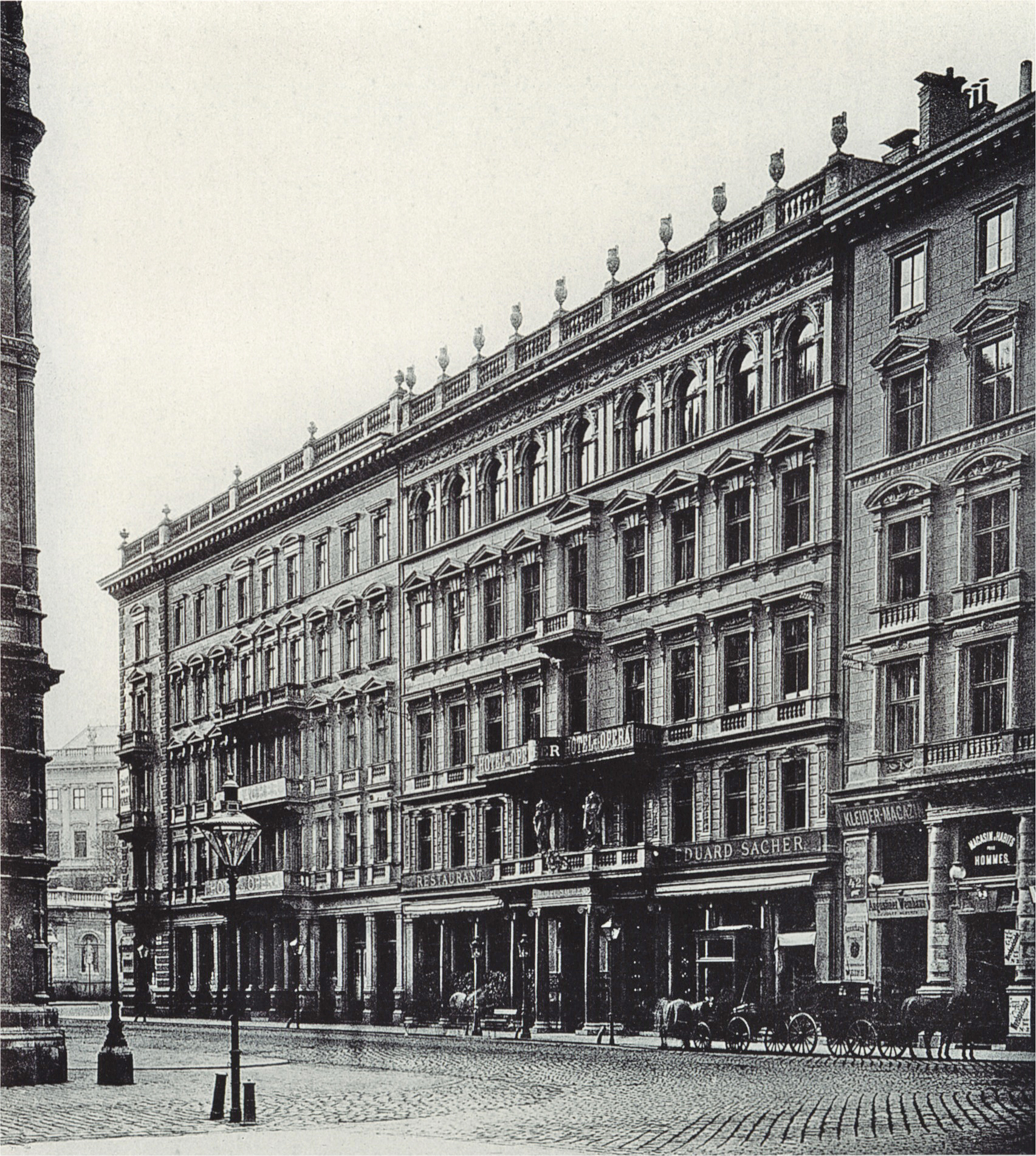
A Hotel Sacher 1890 körül

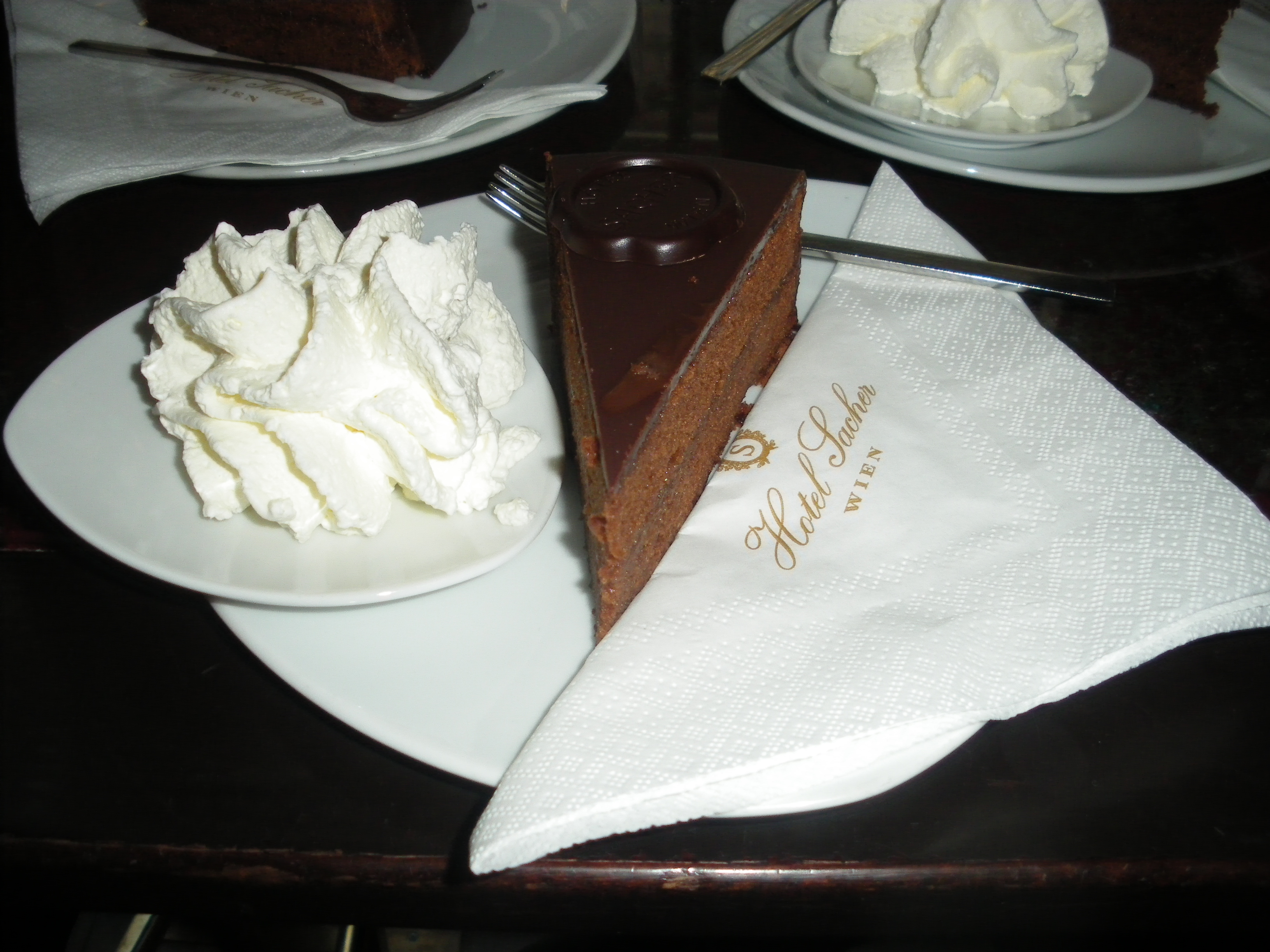
Egy szelet „Original Sacher-Torte” a Hotel Sacherben 2014-ben

Eduard Sacher (Zselíz, 1843. február 8. – Bécs 1892. november 22.) osztrák gasztronómus és szállodás, a Hotel Sacher szálloda alapítója. A Sacher-tortát megalkotó Franz Sacher fia. 

## Életútja
Zselízen született 1843. február 8-án. Ekkoriban apja az Esterházy család szolgálatában dolgozott. Ő is a vendéglátást választotta élethivatásnak. Bécsben a Demel kávéházban töltötte inaséveit, de járt Párizsban és Londonban is. Bécsben nyitott delikáteszboltot, majd amikor már befutott üzletember lett, feleségül vette Anna Fuchst a tehetős hentescsalád lányát. Házasságukból két fiú Eduard és Christoph született. 1873-ban a Kärntner Straßén nyitott párizsi mintájú szeparékkal elegáns vendéglőt. 
Olyan sikere volt, hogy 1876-ban már a bécsi opera tőszomszédságában szállodát alapítottak Hotel Sacher néven, mely a mai napig is működik. A szálloda a Wiener Extrablatt osztrák újság szerint „kifinomult életélvezet és komfort tekintetében felülmúlta Párizs és London hasonló intézményeit” . Sacher olyan szakmai tekintélyt vívott ki magának, hogy kezdeményezésére jött létre 1884-ben az első Bécsi Konyhaművészeti Kiállítás (Erste Wiener Kochkunstausstellung 1884). 
1892-ben hunyt el. A szállodát felesége vitte tovább és egy ideig még idősödő apja is segítette a Sacher családnak világhírnevet hozó vállalkozást, de fiai már nem tudták megőrizni a családi örökséget. A Hotel Sachert örökösei eladták és a Sacher-tortához kapcsolódóan hosszas viták kezdődtek és még az úgynevezett („sütiháború”) is kirobbant.